# Eleição municipal de Angra dos Reis em 2000
A eleição municipal da cidade brasileira de Angra dos Reis em 2000 ocorreu no dia 01 de outubro de 2000, como parte do conjunto de eleições municipais no Brasil que ocorreram no mesmo ano. Na ocasião, foram eleitos um prefeito, vice-prefeito e vereadores para a Câmara Municipal da cidade.
A campanha eleitoral contou com a participação de 3 candidatos a prefeito. O primeiro turno foi realizado em 01 de outubro de 2000. Fernando Jordão, candidato pelo PDT, foi eleito com 46.064 votos (73,75% dos votos válidos), seguido de Neirobis Nagae, do PT, que obteve 15.391 votos (24,64%). Os candidatos eleitos tomaram posse em 1 de janeiro de 2001 para exercerem um mandato de quatro anos.

## Candidaturas para a prefeitura
| Nº      | Prefeito(a)  | Prefeito(a)                                       | Prefeito(a)       | Vice-prefeito(a) | Vice-prefeito(a) | Vice-prefeito(a)                  | Vice-prefeito(a)  | Coligação Partido(s)                                            |
| Nº      | Candidato(a) | Candidato(a)                                      | Partido Federação | Candidato(a)     | Candidato(a)     | Candidato(a)                      | Partido Federação | Coligação Partido(s)                                            |
| ------- | ------------ | ------------------------------------------------- | ----------------- | ---------------- | ---------------- | --------------------------------- | ----------------- | --------------------------------------------------------------- |
| 12      |              | Fernando Jordão Fernando Antonio Ceciliano Jordão | PDT               |                  |                  | Aurelio Gonçalves Marques         | PDT               | Alianca Muda Angra PFL PTB PSB PMDB PCdoB PV PPB PPS PSC PDT PL |
| 13      |              | Neirobis Nagae Neirobis Kazuo Nagae               | PT                |                  |                  | Maria Da Conceição Rabha De Souza | PT                | Sem coligação                                                   |
| 28      |              | Adriano Moreira Adriano Moreira Da Costa          | PRTB              |                  |                  | Edilson Leite De Souza            | PRTB              | Sem coligação                                                   |
| Fontes: |              |                                                   |                   |                  |                  |                                   |                   |                                                                 |

## Resultados da eleição

### Prefeito
| Candidato(a) a prefeito  | Candidato(a) a prefeito  | Candidato(a) a vice-prefeito           | Primeiro turno 01 de outubro de 2000 | Primeiro turno 01 de outubro de 2000 |
| Candidato(a) a prefeito  | Candidato(a) a prefeito  | Candidato(a) a vice-prefeito           | Total                                | Percentagem                          |
| ------------------------ | ------------------------ | -------------------------------------- | ------------------------------------ | ------------------------------------ |
|                          | Fernando Jordão (PDT)    | Aurelio Gonçalves Marques (PDT)        | 46.064                               | 73,75%                               |
|                          | Neirobis Nagae (PT)      | Maria Da Conceição Rabha De Souza (PT) | 15.391                               | 24,64%                               |
|                          | Adriano Moreira (PRTB)   | Edilson Leite De Souza (PRTB)          | 1.007                                | 1,61%                                |
| Total de votos válidos   | Total de votos válidos   | Total de votos válidos                 | 62.462                               | 62.462                               |
| Votos apurados           |                          |                                        |                                      |                                      |
| Votos válidos            | Votos válidos            | Votos válidos                          | 62.462                               | 94,13%                               |
| Votos em branco          | Votos em branco          | Votos em branco                        | 998                                  | 1,5%                                 |
| Votos nulos              | Votos nulos              | Votos nulos                            | 2.894                                | 4,36%                                |
| Total de votos apurados  | Total de votos apurados  | Total de votos apurados                | 66.354                               | 66.354                               |
| Eleitores                |                          |                                        |                                      |                                      |
| Comparecimentos          | Comparecimentos          | Comparecimentos                        | 66.354                               | 86,42%                               |
| Abstenções               | Abstenções               | Abstenções                             | 10.430                               | 13,58%                               |
| Total de eleitores aptos | Total de eleitores aptos | Total de eleitores aptos               | 76.784                               | 76.784                               |
| Total de seções: 222     |                          |                                        |                                      |                                      |
| Fontes:                  |                          |                                        |                                      |                                      |